# Анімація, створена під впливом аніме
Анімація, створена під впливом аніме (англ. Anime-influenced animation) — це анімація, яка імітує деякі аспекти візуального стилю аніме. Через західну культуру термін аніме був придуманий як такий, що безпосередньо стосується японської анімації. Зі зростанням популярності аніме вона стала невід'ємною частиною анімації, що виробляється в західному світі.

## Загальна характеристика
На Заході, особливо в Сполучених Штатах, термін аніме був загальноприйнятим для опису анімації, що створюється в оригінальному вигляді в Японії. Оскільки аніме ставало все популярнішим, західні анімаційні студії приступили до реалізації деяких візуальних стилізацій, типових для аніме, таких як перебільшені особові вирази та «супердеформовані» версії персонажів.